# On a Night Like This
On a Night Like This är en danspoplåt från 1999.

## Historik
Låten skrevs av Steve Torch, Graham Stack, Mark Taylor och Brian Rawling och spelades in av tre olika artister separat. Sången skrevs ursprungligen för den svenska artisten Pandora och ingår i hennes album No Regrets (1999). Av oklara anledningar gavs sången parallellt även till och spelades in av Kylie Minogue och utgjorde den andra singeln för hennes album Light Years (2000). Dessutom gjorde kort därefter även den grekiska artisten Anna Vissa en annorlunda version av sången på sitt album Everything I Am (2000)
Kylie Minogue framförde även låten i Sydney 2000 på Olympiska sommarspelens avslutningsceremoni.

## Format- och låtlista Kylie Minogue

### Australisk CD 1
1. "On a Night Like This" – 3:31
2. "On a Night Like This" (Rob Searle Mix) – 7:58
3. "On a Night Like This" (Motiv8 Nocturnal Vocal Mix) – 7:31
4. "On a Night Like This" (Bini and Martini Club Mix) – 6:34
5. "On a Night Like This" (Video)

### Brittisk CD 1
1. "On a Night Like This" – 3:31
2. "Ocean Blue" – 4:23
3. "Your Disco Needs You" (Almighty Mix) – 8:22
4. "On a Night Like This" (Video)

### Europeisk CD 1 / Australisk CD 2
1. "On a Night Like This" – 3:31
2. "Ocean Blue" – 4:23
3. "Your Disco Needs You" (Almighty Mix) – 8:22
4. "On a Night Like This" (Halo Mix) – 8:05

### Brittisk CD 2
1. "On a Night Like This" – 3:31
2. "On a Night Like This" (Rob Searle Mix) – 7:58
3. "On a Night Like This" (Motiv8 Nocturnal Vocal Mix) – 7:31

### Europeisk CD 3
1. "On a Night Like This" – 3:31
2. "Ocean Blue" – 4:23
3. "On a Night Like This" (Video)